# 45512 Holcomb
45512 Holcomb è un asteroide della fascia principale. Scoperto nel 2000, presenta un'orbita caratterizzata da un semiasse maggiore pari a 3,0699115 au e da un'eccentricità di 0,0520172, inclinata di 8,90879° rispetto all'eclittica.